# Deichschau

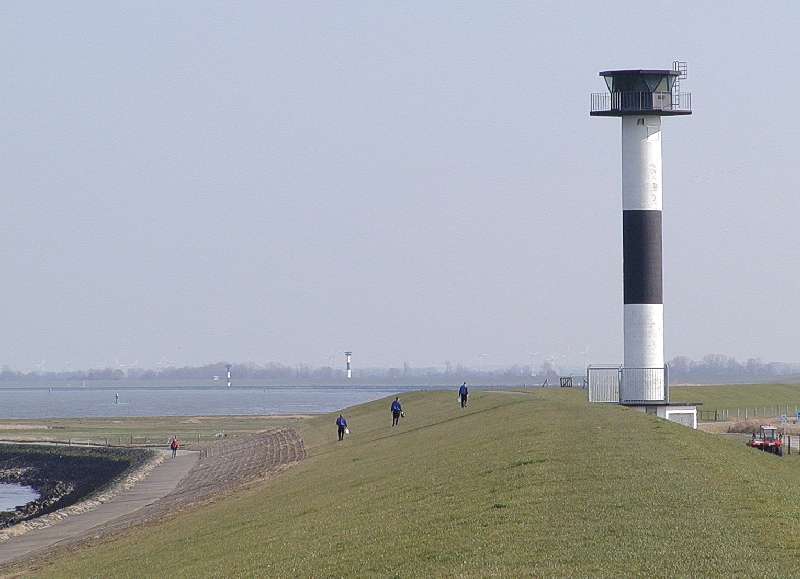
Deichschau in Cuxhaven

Eine Deichschau ist die regelmäßige (meist jährliche oder halbjährliche) Begutachtung von Deichen. Dabei wird die Standsicherheit und der ordnungsgemäße Zustand des Deiches und seiner zugehörigen Bauwerke und Anlagen überprüft. (vergleichbar mit einer Brückenprüfung oder der regelmäßigen Prüfung anderer baulicher Anlagen)

## Zuständigkeit
Zuständig dafür ist ein Deichverband, eine Deichbehörde oder Deichschaukommission. Die Aufsichtsbehörde (die zuständige Wasserbehörde) nimmt meist ebenfalls teil.
Ein Deichverband ist ein Wasserverband, der speziell für den Hochwasserschutz zuständig ist.
Früher war „Deichschau“ in einigen Regionen auch die Bezeichnung für die Deichverbände selbst.

## Historischer Hintergrund
Jeder, der in Deichnähe Land hatte, musste den ihm zugewiesenen Deichabschnitt pflegen, um nicht seines Landbesitzes verlustig zu gehen (siehe Spatenrecht, Grundsatz: „De nich will dieken, mutt wieken“ [der nicht will deichen, muss weichen]). 
Früher wurde die Deichschau von dem Deichgraf durchgeführt.

## Kulturgeschichte der Deichschau
Eine Deichschau war durchaus ein Höhepunkt des Jahresablaufes in einer Region. Die lokalen Honoratioren begannen die Deichschau zum Teil mit einem Frühstück und endeten mit einem Mittagessen. Dem Alkohol wurde häufiger zugesprochen. Auf der ehemaligen Elbinsel Hamburg-Wilhelmsburg muss derjenige, der zum ersten Mal an der Deichschau teilnimmt, den "Königspokal" aus dem Jahre 1852 mit einem halben Liter Wein in einem Zug ausleeren.

## Neuerliche Entwicklungen
Als Alternative zur klassischen Deichschau wird neuerdings wissenschaftlich untersucht, ob nicht Drohnen diese Aufgabe übernehmen könnten.